# Gallerucida speciosa
Gallerucida speciosa es una especie de insecto coleóptero de la familia Chrysomelidae.
Fue descrita científicamente en 1934 por Laboissiere.